# Decisão majoritária
Uma decisão majoritária (DM) é um critério vencedor em vários esportes de combate de contato, como boxe, kickboxing, Muay Thai, artes marciais mistas (MMA) e outros esportes envolvendo golpes. Em uma decisão majoritária, dois dos três juizes concordam que lutador ganhou o combate, quando o terceiro juiz indicar que nenhum lutador ganhou (isto é, um "empate").
A decisão majoritária é frequentemente confundida com o termo decisão dividida, mas eles não são os mesmos. Uma decisão dividida ocorre quando dois juizes escolhem o mesmo lutador como o vencedor, quando o terceiro juiz decide que o lutador oposto ganhou. Em ocasiões muito raras, dois juízes votam para um empate enquanto o terceiro escolhe um vencedor - este é um empate majoritário.